# Ornithopsis
Genre
Espèce
Ornithopsis (signifiant « semblable à un oiseau ») est un genre fossile de dinosaures sauropodes du Crétacé inférieur retrouvé en Angleterre. L'espèce-type, Ornithopsis hulkei, a été nommée et décrite par Harry Govier Seeley en 1870. 

## Classification
Le genre Ornithopsis et l'espèce Ornithopsis hulkei sont décrits en 1870 par le paléontologue britannique Harry Govier Seeley (1839-1909),,.

### Étymologie
Le nom générique est tiré du grec ὄρνις (ornis, « oiseau ») et ὄψις (opsis, « face » ou « semblable »), une référence au fait que Seeley considérait l'animal comme une forme intermédiaire faisant le pont entre les ptérosaures, les oiseaux et les dinosaures. Le nom spécifique a été donné en l'honneur de John Whitaker Hulke.

### Fossiles
Le genre est basé sur des fossiles trouvés dans une strate de la formation géologique de Wessex (en) datée du Barrémien. Les types sont BMNH R2239, composés de deux vertèbres dorsales trouvées au East Sussex, et des fossiles BMNH R28632, trouvés à Wight.
Selon Paleobiology Database en 2024, le nombre de collections de fossiles est de six pour le genre et de trois pour l'espèce,.
Ces fossiles sont du Jurassique au Royaume-Uni, une collection, et du Crétacé en Allemagne, une collection, et au Royaume-Uni, quatre collections. c'est-à-dire que ces fossiles sont datés de 150,8 à 125,45 Ma avant notre ère.

## Description
Le genre créé par Seeley n'est pas accepté par Richard Owen. En 1875, ce dernier divise les échantillons, classant une vertèbre sous BMNH R2239, qu'il avait décrite 1841 comme étant un os carré d'Iguanodon, Bothriospondylus elongatus. L'autre vertèbre est classée sous BMNH R28632, Bothriospondylus magnus. L'année suivante, Owen fait de BMNH R28632 le type du Chondrosteosaurus magnus,.
En 1882, basé sur BMNH R97, J. W. Hulke crée l'Ornithopsis eucamerotus auquel il associe BMNH R28632.
En 1887, Hulke crée une troisième espèce du genre, Ornithopsis leedsii, basée sur BMNH R1985-1988, des vertèbres et fragments de pelvis retrouvés par Alfred Nicholson Leeds près de Peterborough. Par la suite, le spécimen BMNH R1984 sera souvent associé à tort à ces syntypes. Ces espèces seront renommées Cetiosaurus leedsi, puis Cetiosauriscus leedsii, qui sont vues de nos jours comme de mauvaises identifications.
D'autres espèces déjà existantes ont été associées au genre Ornithopsis. En 1888, Lydekker renomme ainsi l'Ischyrosaurus manseli (Hulke 1874, BMNH 41626) en Ornithopsis manseli et Cetiosaurus humerocristatus (Hulke 1874, BMNH 44635) en Ornithopsis humerocristatus. En 1922, Friedrich von Huene renomme Bothriospondylus suffossus en Ornithopsis suffossa et Cetiosaurus greppini en Ornithopsis greppini. En 1929, il renomme Pelorosaurus conybearei en Ornithopsis conybeari. Tous ces renommages sont considérés de nos jours comme nomen vanum (mauvais noms ou mauvaises identifications).
En 1995, William Blows fait de BMNH R28632 le lectotype de Ornithopis hulkei. Blows exclue BMNH R2239 de l'Ornithopsis, affirmant qu'il est clairement d'un type différent. Il déplace O. eucamerotus des Ornithopisis vers les Brachiosauridae (incertae sedis).

### Publication originale
- [1870] (en) H. G. Seeley, « Ornithopsis, a gigantic animal of the Pterodacyle kind from the Wealden », Annals and Magazine of Natural History, 4th series, vol. 4, no 5,‎ 1870, p. 305-318.